# Minnesota Lynx 2005
La stagione 2005 delle Minnesota Lynx fu la 7ª nella WNBA per la franchigia.
Le Minnesota Lynx arrivarono seste nella Western Conference con un record di 14-20, non qualificandosi per i play-off.

## Roster
| N° | Naz.                   | Ruolo | Sportivo            | Anno | Alt. | Peso |
| -- | ---------------------- | ----- | ------------------- | ---- | ---- | ---- |
| 1  | Stati Uniti (bandiera) | G     | Tynesha Lewis       | 1979 | 178  | 68   |
| 2  | Stati Uniti (bandiera) | G     | Susan King          | 1981 | 170  | 61   |
| 3  | Stati Uniti (bandiera) | A     | Nicole Ohlde        | 1982 | 196  | 79   |
| 5  | Stati Uniti (bandiera) | A     | Stacey Lovelace     | 1974 | 193  | 77   |
| 8  | Australia (bandiera)   | G     | Kristi Harrower     | 1975 | 163  | 63   |
| 9  | Stati Uniti (bandiera) | A     | Stacey Thomas       | 1978 | 178  | 69   |
| 11 | Spagna (bandiera)      | G     | Núria Martínez      | 1984 | 175  | 68   |
| 13 | Stati Uniti (bandiera) | G     | Chandi Jones        | 1982 | 180  | 70   |
| 20 | Stati Uniti (bandiera) | A     | Tamika Williams     | 1980 | 188  | 93   |
| 21 | Stati Uniti (bandiera) | A     | Jacqueline Batteast | 1983 | 183  | 77   |
| 23 | Stati Uniti (bandiera) | G     | Amber Jacobs        | 1982 | 173  | 67   |
| 24 | Stati Uniti (bandiera) | A     | Amanda Lassiter     | 1979 | 185  | 69   |
| 25 | Russia (bandiera)      | A     | Svetlana Abrosimova | 1980 | 188  | 77   |
| 30 | Stati Uniti (bandiera) | G     | Katie Smith         | 1974 | 180  | 82   |
| 44 | Stati Uniti (bandiera) | A     | Kristen Mann        | 1983 | 188  | 82   |
| 55 | Stati Uniti (bandiera) | C     | Vanessa Hayden      | 1982 | 193  | 102  |

## Staff tecnico
- Allenatore: Suzie McConnell
- Vice-allenatori: Nancy Darsch, Carolyn Jenkins